# Savonlinna Steamers 1982
Questa voce raccoglie le informazioni riguardanti i Savonlinna Steamers nelle competizioni ufficiali della stagione 1982.
Non sono noti tutti i risultati.

## Vaahteraliiga 1982

### Stagione regolare

#### Prima fase
| 1982 | Savonlinna Steamers | 3 – 60 | East City Giants |  |

| 1982 | Savonlinna Steamers | 16 – 6 | Hyvinkää Falcons |  |

| 1982 | Helsinki Rams | 46 – 8 | Savonlinna Steamers |  |

| 1982 | Savonlinna Steamers | 12 – 13 | Vantaan TAFT |  |

#### Seconda fase
| 1982 | Turku Trojans | 30 – 0 (a tavolino) | Savonlinna Steamers |  |

| 1982 | Savonlinna Steamers | 0 – 30 | Pori Bears |  |

| 1982 | Savonlinna Steamers | 0 – 30 | Tampere Rocks |  |

| 1982 | Jyväskylä Rangers | 30 – 0 (a tavolino) | Savonlinna Steamers |  |